# ヴェルナー・フォン・ジーメンス
エルンスト・ヴェルナー・フォン・ジーメンス (Ernst Werner von Siemens, 1816年12月13日–1892年12月6日) は、ドイツの電気工学者、発明家、実業家である。コンダクタンスなどのSI単位ジーメンスに名を残している。また、電機・通信の大手企業シーメンスの創業者でもある。

## 生涯
ハノーファー近郊のレンテ（現在のゲールデンの一部）で生まれる。小作農家の14人兄弟の4番目だった。なお、多数いる兄弟には他にも発明家として名を知られた人物がおり、区別のために活躍分野や地域の名を関して、電気関係で有名になったこのヴェルナーを「ベルリン、または電気のジーメンス」、蓄熱室を設けた炉（平炉）の開発をした弟2人のうち、上のヴィルヘルム（鉄鋼用の炉の研究）を「ロンドン、または鉄のジーメンス」、下のフリードリヒ（ガラス用の炉を研究）は「ドレスデン、またはガラスのジーメンス」と呼ばれることもある。
卒業前に学校を中退し、陸軍に入隊して工学を学ぶ。これが後の成功に大きく寄与した。兵士としても優秀で、様々なメダルを受賞している。技術将校として造兵廠勤務中に電磁式指針電信機（モールス符号を使わずに、針で文字盤の文字を指すことで電文を伝える装置）、地下ケーブルを発明した。
戦争から戻ると除隊し、それまでの発明を元にして事業を起こすことにした。1847年10月、J・G・ハルスケとともにジーメンス・ウント・ハルスケを創業。（1966年に現在のジーメンス社に改名。）同社は創業から間もなく海外にも進出。兄弟にイングランドやサンクトペテルブルクの支社を任せ、それぞれを独立採算とした。
1852年、マティルデ・ドゥマン (Mathilde Duman) と結婚したが、1867年に死別。1869年、親戚のアントーニエ・ジーメンス (Antonie Siemens) と結婚。1度目の結婚で2人の息子をもうけ、2度目の結婚で娘と息子を1人ずつもうけた。
1850年代の後半は新型炉の開発がうまくいかずに資金難になる弟のヴィルヘルムとフリードリヒを援助し、フリードリヒをベルリンに呼び戻してドイツで炉の開発を進めさせ、これが後年ドレスデンにジーメンス・ハルスケ商会自身がガラス工場を立てることにつながる。
1888年には叙爵され、ヴェルナー・フォン・ジーメンスを名乗るようになる。1890年に引退し、1892年ベルリンにて死去。

## 発明
ジーメンスは電磁式指針電信機以外にも電気工学分野で様々な発明・開発を行っており、ドイツにおける電気工学の父と呼ばれている。1866年、自励式自動発電機（ダイナモ）を発明（ただし、史上初ではない）。1877年12月、ドイツにて電流を振動に変換するコイルの特許を取得（No. 2355）。1920年代にアメリカのベルシステムの E. C. Wente らがこの発明を利用してダイナミック型スピーカーを発明した（米国特許番号 1,707,545、1929年）。1879年、電気機関車を実用化。1880年、世界初の電気式エレベーターを開発した。1882年4月には "Elektromote" の試験走行を行っており、トロリーバスの生みの親とされている。ヴィルヘルム・レントゲンがX線研究に使った放電管はシーメンス社製だった。

## 主な特許
- アメリカ合衆国特許第 415,577号 — Electric meter（1889年11月19日）
- アメリカ合衆国特許第 428,290号 — Electric meter（1890年5月20日）
- アメリカ合衆国特許第 520,274号 — Electric railway（1894年5月22日）
- アメリカ合衆国特許第 601,068号 — Method of and apparatus for extracting gold from its ores（1898年3月22日）